# Vajradhara
Pour l’article homonyme, voir Vajradhara-Ling.

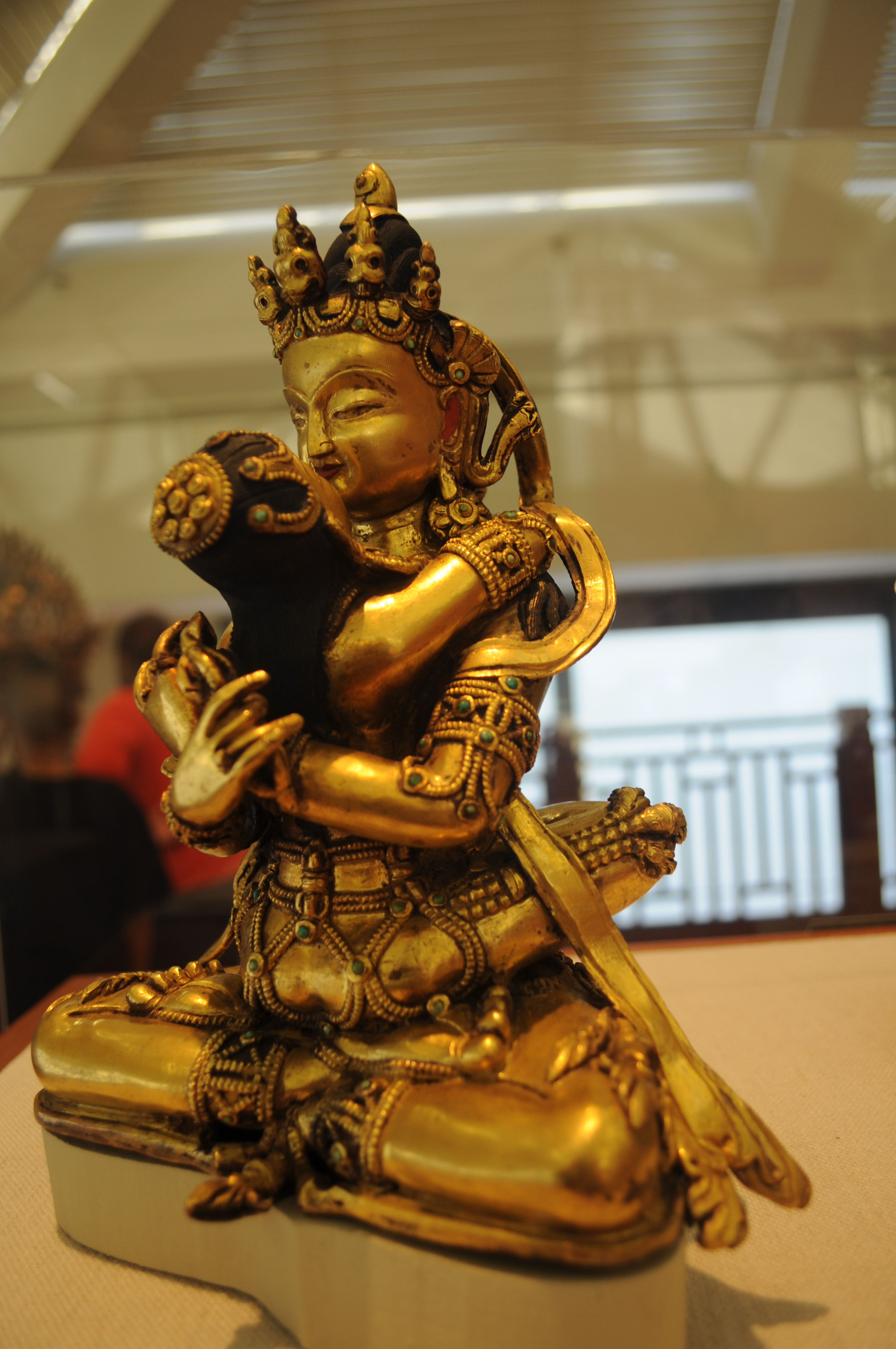
Vajradhara, en yab-yum avec sa parèdre Samantabhadrī, personnification de la Prajñāpāramitā.

Vajradhara (sanskrit : वज्रधर Vajradhara ; tibétain : རྡོ་རྗེ་འཆང་། rdo rje 'chang (« Dordjé Tchang ») ; chinois : 多杰羌佛; javanais : Kabajradharan ; japonais : 執金剛仏 ; anglais : Diamond-holder)  est le Bouddha primordial ou Adi Bouddha, selon les écoles Gelug et Kagyu du bouddhisme tibétain. 
Vajradhara a remplacé Samantabhadra qui reste le « Bouddha Primordial » dans l'école Nyingma, ou l'École Ancienne et l'école Sakya. Cependant les deux sont métaphysiquement équivalents. Atteindre l'état de vajradhara est synonyme d'une réalisation complète. 
Selon l'école Kagyu, Vajradhara, le bouddha primordial, est le dharmakāya bouddha, sa couleur bleu sombre, exprimant la quintessence de la bouddahité elle-même et représentant l'essence de la réalisation du Bouddha historique. 
C'est un bouddha important dans les courants tantriques.

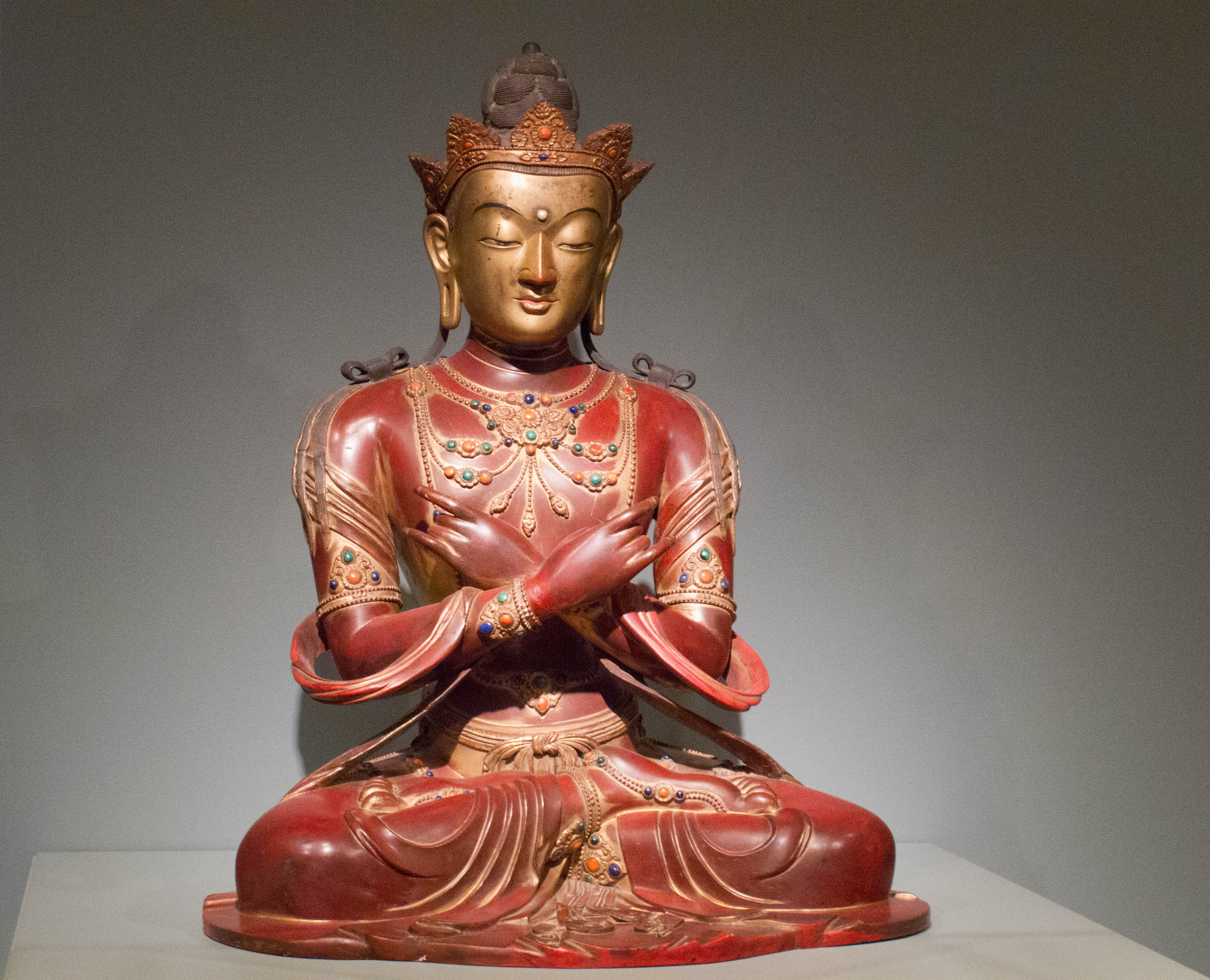
La divinité bouddhiste Vajradhara. Bois laqué à la laque sèche sur une âme creuse, doré et incrusté de pierres semi-précieuses, H. 78,7 L. 59,6 P. 48,3 cm. Probablement 1736-1795, Chengde, province du Hebei. Dynastie Qing. Asian Art Museum, San Francisco